# Eudorylas industrius
Eudorylas industrius är en tvåvingeart som först beskrevs av Frederick Knab 1915.  Eudorylas industrius ingår i släktet Eudorylas och familjen ögonflugor. Inga underarter finns listade i Catalogue of Life.